# Sant Esteve de la Sarga
Sant Esteve de la Sarga är en kommun i Spanien.   Den ligger i provinsen Província de Lleida och regionen Katalonien, i den nordöstra delen av landet, 400 km öster om huvudstaden Madrid. Antalet invånare är 141. Arean är 93 kvadratkilometer. Sant Esteve de la Sarga gränsar till Tremp, Castell de Mur, Àger och Viacamp y Litera. 
Terrängen i Sant Esteve de la Sarga är kuperad norrut, men söderut är den bergig.